# Kameničná
Kameničná este o comună slovacă, aflată în districtul Komárno din regiunea Nitra, pe malul râului Váh. Localitatea se află la altitudinea de 110 m deasupra n.m., se întinde pe o suprafață de 34,51 km2 și în 2017 număra 1.915 locuitori. Se învecinează cu comuna Komárno.

## Istoric
Localitatea Kameničná este atestată documentar din 1482.

## Demografie
| An:                | 1994 | 2004   | 2014   | 2024   |
| ------------------ | ---- | ------ | ------ | ------ |
| Număr de persoane: | 1736 | 1839   | 1929   | 1921   |
| Diferență:         |      | +5,93% | +4,89% | −0,41% |

| An:                | 2023 | 2024   |
| ------------------ | ---- | ------ |
| Număr de persoane: | 1883 | 1921   |
| Diferență:         |      | +2,01% |